# Savoie
Savoie este un departament în sud-estul Franței, situat în regiunea Auvergne-Ron-Alpi.
Împreună cu departamentul Haute-Savoie au format Ducatul Savoia ai cărui duci în urma obținerii coroanei Sarde au devenit unii din cei mai puternici șefi de stat din peninsula italiană. În perioada revoluției și a primului Imperiu francez Savoia este atașată Franței iar teritoriul departamentului Savoie face parte din departamentul Mont-Blanc. În 1814 Ducatul Savoia este restituit Regatului Sardiniei dar în perioada unificării Italiei, Franța recuperează Ducatul Savoia și Comitatul Nisa drept compensare pentru ajutorul acordat trupelor italiene. În regiune este organzat un plebiscit, populația ducatului algând să se alăture Franței în ciuda unei puternice mișcări de neutralitate și a unor relații deosebite cu Elveția. Este ultimul teritoriu metropolitan atașat Franței.

## Localități selectate

### Prefectură
- Chambéry

### Sub-prefecturi
- Albertville
- Saint-Jean-de-Maurienne

### Alte orașe
- Aix-les-Bains

### Alte localități
- Tignes
- Val-d'Isère

## Diviziuni administrative
- 3 arondismente;
- 37 cantoane;
- 305 comune;